# Тернопільське територіальне медичне об'єднання
Комунальний заклад Тернопільської районної ради «Тернопільська центральна районна лікарня» — мережа медичних закладів у Тернопільському районі Тернопільської області України.

## Історія
Тернопільське районне медичне об'єднання.

## Структурні підрозділи
Поліклініки Тернопільської центральної районної лікарні є в м. Тернополі, смт Великих Бірках та с. Мишковичах.
Стаціонари в Тернополі, смт Великих Бірках, селах Великому Глибочку та Мишковичах (геріатричне відділення), дільнична лікарня в с. Баворові.
Інші служби: інформаційно- аналітичне відділення, бухгалтерія, відділ кадрів.
Амбулаторії об'єднання:
- смт Велика Березовиця
- с. Великий Глибочок
- с. Ігровиця
- с. Настасів
- с. Шляхтинці
- с. Ступки

Фельдшерсько-акушерські пункти об'єднання
- с. Ангелівка, вул. Шевченка, 2
- с. Білоскірка, вул. Шевченка, 49/а
- с. Байківці, вул. Січових Стрільців, 43
- с. Біла, вул. Крушельницької, 49/а
- с. Буцнів, вул. Шевченка, 26
- с. Велика Лука, вул. Центральна, 22
- с. Великі Гаї, вул. Галицька, 11
- с. Грабівці, вул. Багата, 4
- с. Гаї Шевченківські, вул. Тернопільська, 10
- с. Гаї Ходорівські, вул. Козацька, 7
- с. Довжанка, вул. Містечко, 41
- с. Домаморич, вул. І. Франка, 24
- с. Драганівка, вул. Листопадова, 28
- с. Дичків, вул. Ганни Демидась
- с. Дубівці, вул. Шевченка, 5
- с. Соборне, вул. Лесі Українки, 27
- с. Забойки, вул. Шевченка, 25
- с. Застінка, вул. Берегова, 13/а
- с. Івачів Горішній, вул. Дружби, 12/а
- с. Івачів Долішній, вул. Незалежності, 37
- с. Йосипівка, вул. Лесі Українки, 17
- с. Кип'ячка
- с. Константинівка, вул. Шевченка, 12/1
- с. Курники, вул. Шевченка, 49
- с. Козівка, вул. Колгоспна, 16
- с. Красівка, вул. Нова, 10
- с. Лозова, вул. М. Грушевського, 63
- с. Лучка, вул. Б. Хмельницького, 41
- с. Мар'янівка
- с. Миролюбівка, вул. Шевченка, 1/а
- с. Малий Ходачків, вул. Б. Хмельницького, 4
- с. Острів, вул. Кордуби, 63/а
- с. Прошова, вул. Шевченка, 37
- с. Підгороднє, вул. Зелена, 1
- с. Петрики, вул. Шептицького, 118
- с. Почапинці, вул. Жовтнева, 5
- с. Плотича, вул. Садова, 4/а
- с. Романівка, вул. Шевченка, 4
- с. Смиківці, вул. І. Франка, 21
- с. Скоморохи, вул. Галицька, 92
- с. Серединки, вул. Серединецька
- с. Смолянка, вул. Леся Українки, 10
- с. Стегниківці
- с. Товстолуг
- с. Хатки
- с. Чернелів-Руський
- с. Чистилів

## Тернопільська центральна районна клінічна лікарня
- Поліклініка:
  - Терапевтичне відділення
  - Педіатричне відділення
  - Жіноча консультація
  - Стоматологічне відділення
  - Клініко-діагностична лабораторія
  - Реабілітації та фізіотерапії
  - Відділення профілактики
- Стаціонар:
  - Приймальне відділення
  - Хірургічне відділення
  - Відділення анестезіології та інтенсивної терапії
  - Лікувально-діагностичне відділення

### Персонал

#### Головні лікарі
- Ігор Степанович Вардинець — ?—?
- Володимир Романович Лісовський (в. о.) — нині

Заступники:
- Ярослав Бісовський — заступник головного лікаря з економіки та комерційних питань у 2002—?[1]

#### Лікарі
- Степан Запорожан — лікар-хірург у 1987—1989 і 1991—1995, лікар–хірург — ординатор хірургічного відділення в 1995—2001,
- Олександр Ковальчук — завідувач відділення малоінвазивної хірургії у 2000-их.